# Iavorivți, Krasîliv
Iavorivți (în ucraineană Яворівці) este localitatea de reședință a comunei Iavorivți din raionul Krasîliv, regiunea Hmelnîțkîi, Ucraina.

## Demografie
Componența lingvistică a localității Iavorivți
     Ucraineană (99,09%)
     Alte limbi (0,91%)
Conform recensământului din 2001, majoritatea populației localității Iavorivți era vorbitoare de ucraineană (99,09%), existând în minoritate și vorbitori de alte limbi.